# The Brothers Grunt
The Brothers Grunt – amerykańsko-kanadyjski serial animowany z 1994 roku stworzony przez Danny'ego Antonucciego (późniejszego twórcę kreskówki Ed, Edd i Eddy). Był nadawany na kanale MTV.
Produkcja była emitowana przez krótki czas i spotkała się z ogólnie negatywnym odbiorem. Wiele osób uznaje ją za jeden z najgorszych animowanych seriali telewizyjnych.

## Fabuła
Serial opowiada o przygodach pięciu stworów z innego świata, którzy są rodzeństwem. Podczas ceremonni szósty z braci, Perry, okazał się wybrańcem. Niestety, Perry'emu się to najwyraźniej nie spodobało i uciekł. Teraz piątka braci: Dean, Sammy, Tony, Frank i Bing muszą odnaleźć wybrańca w świecie ludzi.

## Bohaterowie
Sześciu braci znalazł w skórze ogromnego olbrzyma przywódca stworzeń, którymi byli tytułowi bracia. Wszyscy noszą bokserki i mają bladą skórę pokrytą odstającymi żyłami.
- Dean – wysoki i uśmiechnięty. Ma bokserki w czerwono-pomarańczowe pionowe paski.
- Bing – ogromny i umięśniony. Ma bokserki w purpurowo-zielone ukośne paski.
- Tony – szczupły i bardzo brzydki. Ma różowe bokserki w fioletowe kropki.
- Sammy – niski i krzepki. Ma bokserki w szaro-zielone pionowe paski.
- Frank – ma jasnozielone bokserki w cienkie, zielone paski i kółka.
- Perry – wybraniec, który uciekł w pierwszym odcinku. Ma bokserki w pomarańczowo-czerwone pionowe paski i czerwone kółka.
- Przywódca – nie znamy jego imienia. Jest bardzo otyły i ma pomagiera, Ringo, który często musi nosić go na rękach. Lubi pić drinka w kieliszku.
- Ringo – pomocnik Przywódcy. Często nosi go na rękach i przez cały czas mu towarzyszy.